# دومینیک هاینتس
دومینیک هاینتس (انگلیسی: Dominique Heintz؛ زادهٔ ۱۵ اوت ۱۹۹۳) یک بازیکن فوتبال اهل آلمان است.
از باشگاه‌هایی که در آن بازی کرده‌است می‌توان به کایزرسلاوترن، کلن و تیم ملی فوتبال زیر ۲۱ سال آلمان اشاره کرد.